# 區耕祥
區耕祥（1975年7月6日—），台灣男藝人，藝名DJ丹尼斯。現任台北之音Hit FM聯播網「夜貓DJ」，以及記者會與商業活動主持人。
區耕祥出生於美國加州，之後搬回台灣台北接受教育，小學畢業後回到美國洛杉磯繼續升學，畢業於拉斯維加斯大學（UNLV）飯店管理系。大學畢業後轉往舊金山東方文華飯店工作，同時進入Fort Mason音樂學校學習，學成後搬回台灣進入流行音樂界工作。曾參加舊金山華人歌唱比賽獲得冠軍。現為台北之音Hit FM電台夜貓DJ，以Smooth R&B及中文流行抒情音樂「奠定明確的節目風格」，並成為台灣知名廣播主持人之一。

## 作品

### 現任
- 台北之音Hit FM聯播網【夜貓DJ】11pm-2am主持人

### 星光大道

#### 金曲獎
- 第19屆金曲獎 星光大道主持人(搭檔黃秀娟)
- 第20屆金曲獎 星光大道主持人(搭檔黃秀娟)
- 第22屆金曲獎 星光大道主持人(搭檔楊千霈)
- 第23屆金曲獎 星光大道主持人(搭檔楊千霈)
- 第25屆金曲獎 星光大道主持人(搭檔楊千霈)
- 第26屆金曲獎 星光大道主持人(搭檔楊千霈)
- 第27屆金曲獎 星光大道主持人(搭檔Lulu)
- 第28屆金曲獎 星光大道主持人(搭檔Lulu)
- 第29屆金曲獎 星光大道主持人(搭檔Lulu)
- 第30屆金曲獎 星光大道主持人(搭檔瑪麗)

#### 金鐘獎
- 第41屆金鐘獎 (廣播)星光大道主持人(搭檔Ruby)
- 第42屆金鐘獎 (廣播)星光大道主持人(搭檔楊千霈)

### 頒獎典禮
- Hito流行音樂獎(搭檔活力DJ阿娟)
- 第49屆金鐘獎 廣播金鐘獎主持人(搭檔路嘉怡)
- FHM 男人幫 2015 全球百大美女票選

### 歌唱
- 2000年 發行樂團強力重拍首張MINI專輯「由零開始」
- 2005年 發行樂團The DJ發行單曲「還新鮮」
- 2020年 發行樂團OLD派聯盟發行數位單曲「Still on Fire」

### 著作
- 2006年 自傳書「功夫練好等運到」

### 電視主持
- 中天娛樂台「音樂最HITO」
- 台視「台灣風雲榜少年特攻隊」棚內主持人
- 三立都會台「音樂風雲榜」
- 華衛音樂台「全民公聽」
- 民視「玩樂give me five」
- 東風「娛樂在亞洲」KTV特派員
- 無線電視(TVB)(舊金山台)「勁歌勁曲挑戰站」
- 中視「電競All Star」主持人
- 華視「ㄐㄧㄤˋ吃就對了」主持人
- 台視「決戰金曲28」
- 台視「決戰金曲29」

### 電視劇
- 民視「白衣青春手記」
- 民視 真情檔案 「緣來就是你」飾 郝文豪
- TVBS「音樂愛情故事」
- 華視「偷偷愛上你」
- 華視「城市造英雄」

### 廣播主持
- 台北之音「TAIPEI MUSIC」
- 台北之音「TAIPEI ON AIR CLUB」
- 台北之音「OPEN STUDIO」
- Hit FM聯播網「不睡DJ」（待查～2000年9月）、「夜貓DJ」（2000年9月至今）

### MV
- 周杰伦「我不配」
- 順子「回家」、「Dear Friends」
- 李心潔「自由」
- 李玟「顏色」、「美麗笨女人」
- 鄭中基「戒情人」
- 陶喆「天天」

### 電視CF
- SAGEM 小寶貝手機
- 美國華盛頓蘋果代言人
- AIR CRISP 直排滑輪
- 麗奇牙刷
- 小人國
- 17 PLAY網站
- 統一咖啡廣場
- 統一麥飯石礦泉水
- MOTOROLA T191 寶貝機

### Podcast
- WowLakers 哇! 湖人 籃球 NBA 運動大小事 風花雪月 華語播客Podcast
- 最佳損友 by WowLakers

## 獎項
- CLUB BIEN BIEN 歌唱大賽最佳台風、模仿獎
- 第十五屆香港無線新秀歌唱大賽北加地區總冠軍
- E-RADIO 雜誌最有潛力主持人
- 2002-2007銘報大專生最愛電台DJ
- 2002大成報年度最受歡迎廣播人
- 星報 2003年度 廣播情人第二高票
- 星報 2004年度 廣播情人第三高票
- 2001-2005 AC 尼爾森收聽率同時段冠軍
- 軒尼詩VSOP痛快幫選為2005年度為夢想而活的人
- 2006 東京EF雜誌打造Hito職場王校園巡迴演講主講人

## 爭議
- 2015年2月獨創的「飛越式停車」，日前DJ Dennis疑似在電台大樓與人發生停車爭執，不停靠近自己車道的車位，反倒跨越一格，停到其他車道車位的停法。引發外界批評。但丹尼斯日前公開露面時，對此僅稱「遺憾」而未道歉！

## 資料來源
- 官網

## 相關条目
- 模范棒棒堂
- HitFM聯播網
- 我愛黑澀會節目列表 (2008年)

## 外部連結
- 官方臉書（页面存档备份，存于）
- DJ Dennis新浪微博（页面存档备份，存于）
- 夜貓DJ DENNIS空中俱樂部
- 部落格-丹尼斯到此一遊（页面存档备份，存于）
- DJ丹尼斯相簿1（页面存档备份，存于）
- DJ丹尼斯相簿2（页面存档备份，存于）
- DJ丹尼斯相簿3（页面存档备份，存于）

夜貓DJ DENNIS's Instagram